# Защитники Брестской крепости
«Защитники Брестской крепости» (1951 год) — картина Петра Александровича Кривоногова. В настоящее время находится в Центральном музее Вооружённых Сил в Москве. Картина по праву является одной из самых сильных в творчестве художника и самых драматических работ всего советского искусства батального жанра. На картине запечатлён острый момент боя у Тереспольских ворот Брестской крепости, когда оставшиеся в живых пограничники вновь идут в очередную контратаку на огромную тёмную массу врага.

## История создания
События первых дней Великой Отечественной войны не сразу стали известны внутри страны, первые упоминания о событиях героической обороны Брестской крепости стали известны в 1942 году из захваченных немецких источников. К началу 1950-х годов о героях Бреста знали ещё мало и их подвиг не получил освещения ни в литературе, ни в искусстве, и среди тех, кто не допустил забвения подвига первых дней войны, рядом с именами советских писателей Сергея Смирнова и Константина Симонова по праву стоит имя художника Петра Кривоногова, который в 1950 году приступил к созданию своего полотна.
В годы войны Пётр Александрович Кривоногов, начавший войну солдатом, а закончивший майором, выполнил много набросков и графических портретов солдат, находясь на линии фронта. Впоследствии при создании полномасштабных работ это помогало ему ярко, достоверно и единообразно эмоциональным самоощущением воссоздать решающие сражения военных лет. Материал для своего полотна он собирал очень тщательно, долго и внимательно. На момент написания картины подвиг героев ещё не был упомянут ни в литературе, ни в искусстве. Много времени художник провел на поле боя, среди руин разрушенной крепости им были сделаны сотни зарисовок и этюдов.

## Художественное решение
Перед художником стояла трудная задача — воссоздать на полотне героический подвиг защитников Брестской крепости. На законченном полотне художник изображает момент боя у Тереспольских ворот. Защитники крепости после месяца тяжелых оборонительных боёв идут в контратаку. От защитников крепости осталась горстка израненных и измученных бойцов. Одежда бойцов запятнана кровью, белые повязки закрывают раны, поле боя усыпано телами погибших товарищей. Впереди полотна атакующих командир с суровым и сдержанным лицом ведет бойцов вперед. На переднем плане картины, с необоримой внутренней мощью, собирается бросить гранату воин с раненой рукой. Чуть вдали приготовился к атаке солдат с забинтованной головой. Над крепостью ещё развевается красный флаг. В дыму и пламени сражения трудно отличить живых от мёртвых. В бой идут все, не считаясь с ранами. Все сражаются, все бьются за Брест, за Родину.

## Отзывы
Неувядаемая поэзия героического подвига одетых в военную форму простых советских людей, поэзия веры в победу, которая не гаснет перед лицом смерти… — Писатель Константин Симонов

Ясность и убедительность композиционного решения, строгость и точность рисунка, продуманность колорита — все в картине создает возвышенную симфонию мужества, гимн героизму и стойкости советского человека.— Русская живопись. Энциклопедия
В 1961 г. картина служила образцом для почтовой марки (художник: П. Чернышев).